# Feld-Kuckuckshummel

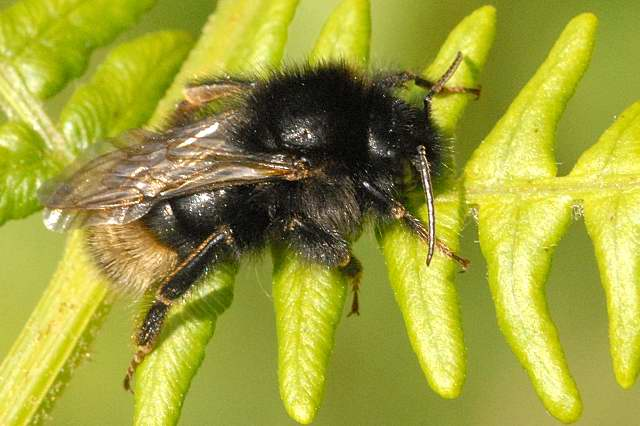
Dunkle Form

Die Feld-Kuckuckshummel (Bombus (Psithyrus) campestris) ist eine Art in der Untergattung Kuckuckshummeln (Psithyrus) der Gattung der Hummeln (Bombus).

## Merkmale
Die Tiere werden 15 bis 20 Millimeter lang und sind im Feld schwer von anderen, ähnlichen Kuckuckshummeln zu unterscheiden. Am Thorax haben sie ein elliptisches schwarzes Zentrum, das seitlich von zwei breiten gelblich weißen Querbinden gerandet ist. Das erste bis dritte Tergit ist schwarz, das vierte bis sechste weißlich gelb. Die Art hat im Vergleich zu anderen Kuckuckshummeln weniger Ähnlichkeit zu ihren Wirten.

## Vorkommen
Die Art ist von Westeuropa bis zur Mandschurei verbreitet. In Europa tritt sie im Norden bis Norwegen, etwa bis 63° nördliche Breite auf. Sie tritt in Mitteleuropa verbreitet, aber nicht häufig auf.

## Lebensweise
Die Tiere treten in einer Generation pro Jahr auf. Die Weibchen überwintern und fliegen erst spät im Frühjahr. Weibchen der neuen Generation fliegen ab Mitte Juli, Männchen ab Anfang bis Mitte Juli. Die Weibchen besuchen im Frühjahr als Nektarquellen insbesondere Gewöhnlichen Löwenzahn. Die Männchen findet man im Sommer meist an Kratzdisteln (Cirsium), Ringdisteln (Carduus), Eselsdisteln (Onopordum), Flockenblumen (Centaurea) und Skabiosen (Scabiosa).
Sie parasitieren in Mitteleuropa vor allem die Ackerhummel (Bombus pascuorum), aber auch die Veränderliche Hummel (Bombus humilis), Obsthummel (Bombus pomorum), Wiesenhummel (Bombus pratorum) sowie die Grashummel (Bombus ruderarius).

## Belege